# Buddy Holly (canção)
"Buddy Holly" é uma música da banda americana de rock alternativo Weezer, lançada em 1994 como o segundo single do seu álbum homónimo de estreia, também conhecido como The Blue Album. O single foi lançado naquele que teria sido o dia do 58º aniversário de Buddy Holly. A letra da música faz referência a este, que foi um dos maiores artistas musicais americanos dos anos 50, tal como menciona a actriz Mary Tyler Moore. A música atingiu o #2 e o #34 nas tabelas americanas Modern Rock Tracks e Mainstream Rock Tracks, respectivamente. Atingiu também o #12 no Reino Unido. A revista americana Rolling Stone considerou-a a 499ª melhor música de todos os tempos através da lista The 500 Greatest Songs of All Time. O single foi certificado como ouro pela RIAA em 2006. O canal musical VH1 considerou-a uma das melhores músicas dos anos 90, tendo-a colocado no lugar #59, em 2007.

## Regravações
O primeiro álbum da banda de rock brasileiro Bidê ou Balde, "Se sexo é o que importa, só o rock é sobre amor!", contém uma versão dessa música adaptada por Carlinhos Carneiro para o português.

## Desenvolvimento da música
Rivers Cuomo afirmou num dos seus blogs do MySpace em 2006 que se lembra de questionar se havia ou não de incluir esta música no Weezer. Este quase a deixa fora da lista de faixas final, mas o encorajamento do produtor Ric Ocasek fê-lo mudar de ideias. No livro River's Edge, Ocasek é citado ao dizer - "Eu lembro-me de uma altura estar hesitante em fazer o 'Buddy Holly' e estava do género - 'Rivers, nós podemos falar sobre isso. Fá-lo de qualquer maneira, e se não gostares quando estiver feito nós não a usaremos. Mas eu penso que tu deves tentar. Tu compuseste-a e é uma grande música.' " Cuomo disse que sentiu que a música era "muito foleira" e não sabia se representava o som que ele queria para a música da banda. Matt Sharp recorda,
| “ | [...] O Ric disse que nós seríamos estúpidos em tirá-la do álbum. Nós chegámos ao estúdio uma manhã e descobrimos pequenos pedaços de papel com rabiscos - NÓS QUEREMOS O BUDDY HOLLY. | ” |

Uma das primeiras demos de "Buddy Holly" gravada por Cuomo em 1993 tinha um som diferente, já que a música era tocada com uma temporização mais lenta que a versão que surge no álbum. Esta versão aparece em Alone: The Home Recordings of Rivers Cuomo. As notas de Alone explicam que o refrão, na sua forma mais primitiva, era originalmente cantado como - "Oo-wee-oo you look just like Ginger Rogers/Oh, oh, I move just like Fred Astaire" - no resto do refrão da maneira que aparece até na versão do The Blue Album.

## Vídeo musical

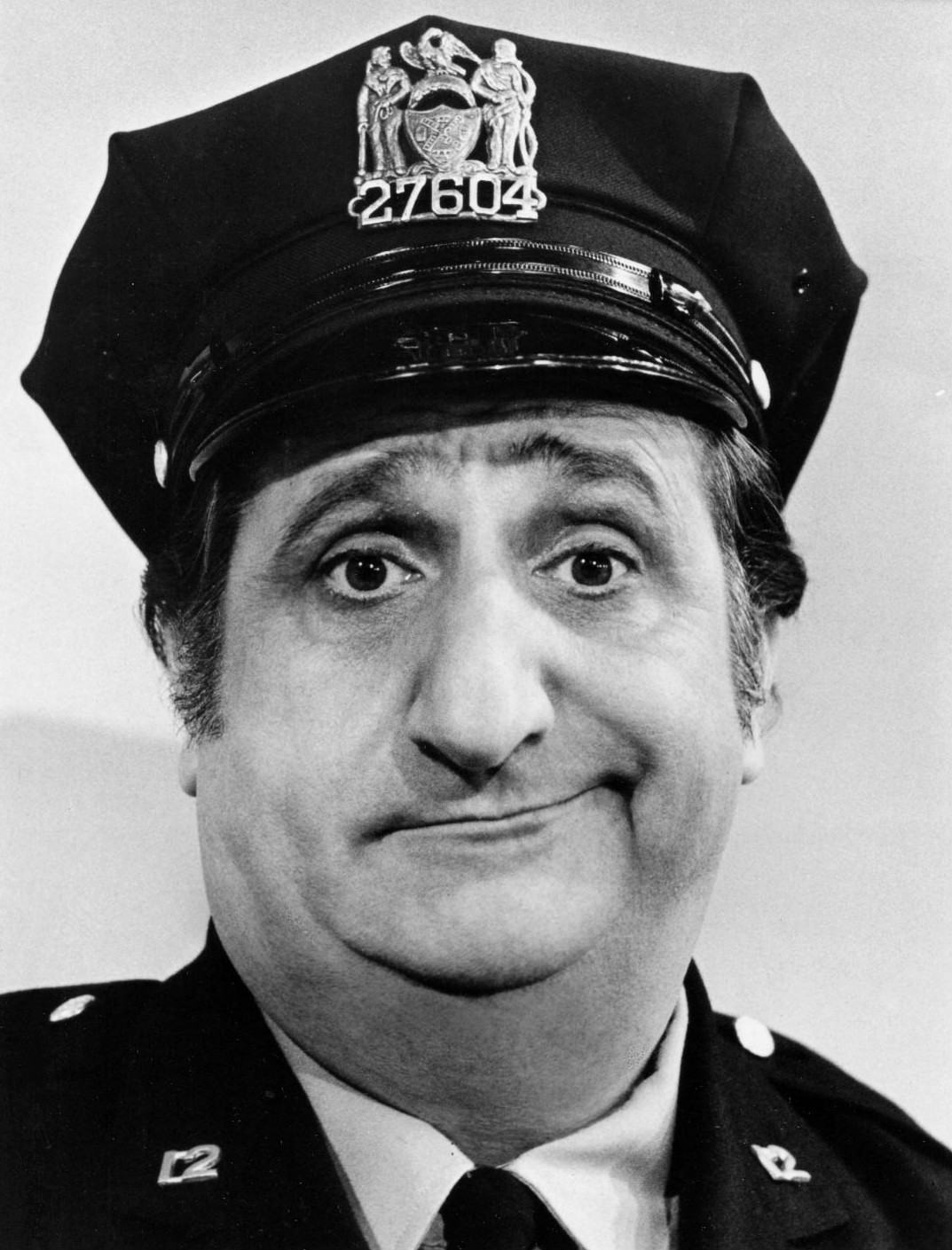
Photo of Al Molinaro as Murray the Cop from the television program The Odd Couple. Molinaro is also known for his role as Al, the new owner of Arnold's, in Happy Days.

O vídeo musical de "Buddy Holly" foi realizado por Spike Jonze e filmado no Charlie Chaplin Studios em Hollywood durante o curso de um dia inteiro de filmagens. O vídeo apresentava os Weezer a actuar no restaurante Arnold's Drive-In da popular série televisiva dos anos 70 Happy Days. O vídeo combinou filmagens contemporâneas da banda com passagens da série. O membro do elenco de Happy Days Al Molinaro fez uma aparição no vídeo. Al refere a sua cidade-natal, Kenosha, Wisconsin, na introdução. No clímax, a edição e o uso de um duplo permitiu a Fonzie dançar ao som da actuação da banda. O vídeo também apresenta breves aparições de alguns membros da banda como dançarinos no Arnold's. Inicialmente, o actor Anson Williams, que representou Potsie no Happy Days, opôs-se ao uso de imagens dele no vídeo, mas cedeu após uma carta de David Geffen, fundador da Geffen Records.
O vídeo teve uma grande popularidade e muito tempo de antena na MTV. O vídeo inovador ganhou cinco prémios nos MTV Video Music Awards de 1995, incluindo os prémios "Breakthrough Video" e "Melhor Vídeo Musical Alternativo". O lançamento do Microsoft Windows 95 incluía um certo número de itens de "Coisas Divertidas" no CD, incluindo o vídeo de "Buddy Holly", tendo sido um elemento fundamental para catapultar a música para a popularidade e colocar os Weezer na história dos MTV Video Music Awards. O vídeo musical surge também na exposição musical do Museu de Arte Moderna - MoMA de Nova Iorque.

## Ilustração da capa
A ilustração original da capa do single era composta por uma fotografia dos tempos de infância de Rivers Cuomo com uma amiga não identificada. A capa foi prontamente alterada devido ao facto de na altura a já senhora que aparecia na imagem em criança ter processado os Weezer por uso da fotografia sem permissão legal. A alteração da capa foi feita rapidamente para outra imagem da infância de Cuomo, com o seu irmão mais novo Leaves Cuomo.

## Lista de faixas
Single Promocional Para Rádio
| N.º | Título        | Compositor(es) | Duração |  |
| 1.  | "Buddy Holly" | Rivers Cuomo   | 2:40    |  |

CD Retalho Reino Unido
| N.º | Título                                                                       | Compositor(es)                              | Duração |  |
| 1.  | "Buddy Holly"                                                                | Rivers Cuomo                                | 2:40    |  |
| 2.  | "My Name Is Jonas" (Ao Vivo - Horizontal Boogie Bar, Rochester, Nova Iorque) | Rivers Cuomo, Patrick Wilson, Jason Cropper | 3:40    |  |
| 3.  | "Surf Wax America" (Ao Vivo - Horizontal Boogie Bar, Rochester, Nova Iorque) | Rivers Cuomo, Patrick Wilson                | 4:09    |  |
| 4.  | "Jamie"                                                                      | Rivers Cuomo                                | 4:18    |  |

Cassete Retalho Reino Unido/Disco Vinil 7" Single Reino Unido (Vinil Preto)
| N.º | Título        | Compositor(es) | Duração |  |
| 1.  | "Buddy Holly" | Rivers Cuomo   | 2:40    |  |
| 2.  | "Jamie"       | Rivers Cuomo   | 4:18    |  |

CD Retalho Australiano
| N.º | Título        | Compositor(es) | Duração |  |
| 1.  | "Buddy Holly" | Rivers Cuomo   | 2:40    |  |
| 2.  | "Holiday"     | Rivers Cuomo   | 3:24    |  |

CD Retalho Holandês
| N.º | Título                                                                       | Compositor(es)               | Duração |  |
| 1.  | "Buddy Holly"                                                                | Rivers Cuomo                 | 2:40    |  |
| 2.  | "Surf Wax America" (Ao Vivo - Horizontal Boogie Bar, Rochester, Nova Iorque) | Rivers Cuomo, Patrick Wilson | 4:09    |  |

## Posições nas tabelas e Certificações
| Top                                                   | Melhor posição |
| ----------------------------------------------------- | -------------- |
| Canadá - RPM Canadian Singles Chart                   | 6              |
| Estados Unidos - Billboard Hot 100 Airplay            | 18             |
| Estados Unidos - Billboard Hot Mainstream Rock Tracks | 36             |
| Estados Unidos - Billboard Modern Rock Tracks         | 2              |
| Estados Unidos - Billboard Top 40 Mainstream          | 17             |
| Holanda - MegaCharts                                  | 27             |
| Reino Unido - UK Singles Chart                        | 12             |
| Suécia - Sverigetopplistan                            | 14             |

| País                  | Certificação |
| --------------------- | ------------ |
| Estados Unidos - RIAA | Ouro         |

## Pessoal
- Rivers Cuomo — guitarra principal, vocalista
- Brian Bell — guitarra rítmica, vocalista de apoio
- Matt Sharp — baixo, vocalista de apoio
- Patrick Wilson — bateria
- Ric Ocasek — produção